# Oratoire San Silvestro in Palatio
Pour les articles homonymes, voir San Silvestro.
L'oratoire San Silvestro in Palatio (en français : oratoire Saint-Sylvestre-au-Palatium) est une église romaine abritée à l'intérieur de la Scala Santa dans le rione de l'Esquilin sur la Piazza San Giovanni al Laterano.

## Historique
Cet oratoire fut construit en place d'un précédent dédié au pape Sylvestre Ier (314-335) et érigé sous le pape Théodore Ier au VIIe siècle. Cet ancien oratoire était décoré de mosaïques et de peintures ordonnées par les papes Zaccharie et Léon IV. Il était situé dans l'episcopium lateranensem qui constituait alors le palais épiscopal de l'évêque de Rome. Lors de la démolition du palais au XVIe siècle, le pape Sixte V demanda à l'architecte Domenico Fontana d'ériger, dans le nouveau palais hébergeant la Scala Santa, la chapelle san Lorenzo in Palatio (chapelle privée du pape dite également Sancta Sanctorum) et un nouvel oratoire reprenant le nom du précédent.
Il est accessible par le flanc immédiatement à droite de la Scala Santa.

## Architecture
Cet oratoire communique avec la Scala Santa par deux portes aux battants de bronze datant de la fin du IVe siècle et du début du Ve siècle situées sur la droite de l'autel. L'autel de gauche accueille une représentation de San Lorenzo del Franchi (fin du XVIe siècle). Une riche décoration orne la voûte de la chapelle.